# Luigi Alamanni

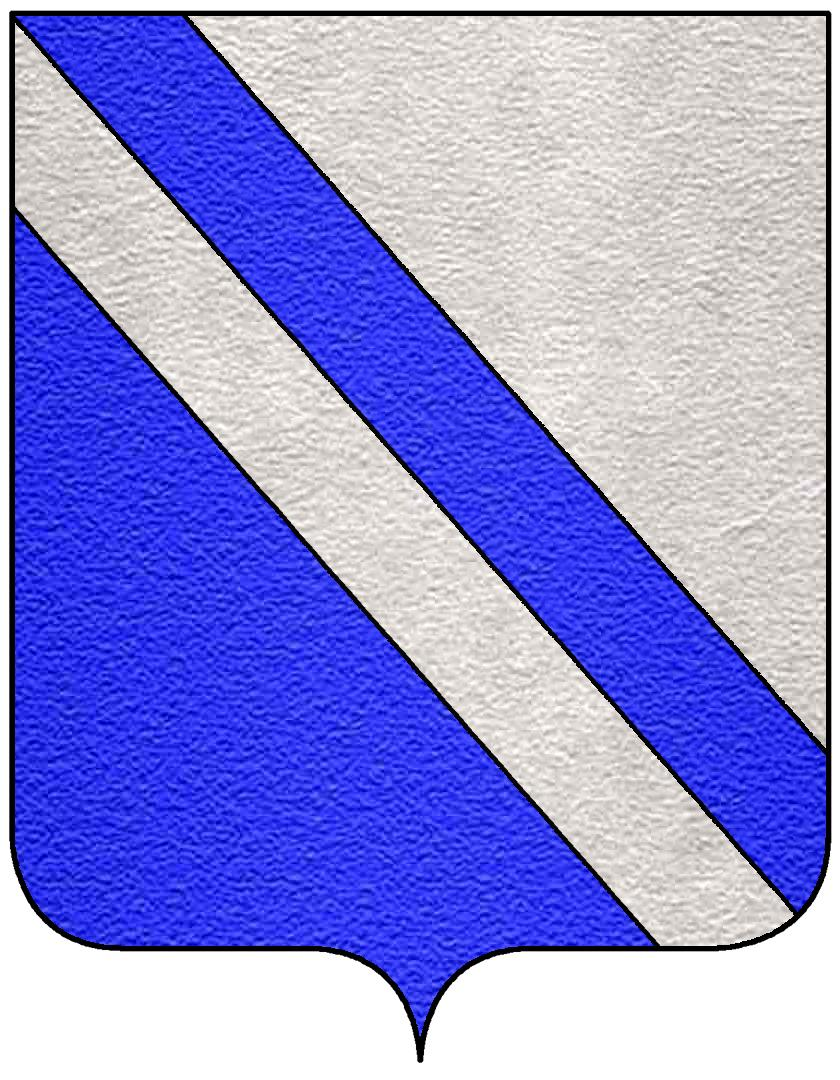
Stemma Alamanni

Luigi Alamanni (Firenze, 6 marzo 1495 – Amboise, 18 aprile 1556) è stato un poeta italiano.

## Biografia
Nato da Piero, mercante di lana, politico e ambasciatore filomediceo, e da Ginevra Paganelli, Luigi Alamanni studiò filosofia a Firenze sotto la guida di Francesco Cattani da Diacceto, allievo di Marsilio Ficino, assieme a Giovanni di Bernardo Rucellai.
Proprio nel circolo culturale che si riuniva in casa del Rucellai, i famosi Orti Oricellari, dove aveva sede l'Accademia platonica in un clima di ostilità al governo mediceo, l'Alamanni strinse rapporti con Zanobi Buondelmonte, con Machiavelli (che gli dedicò la Vita di Castruccio e lo ricorderà nell'Arte della guerra), con l'illustre grecista e scrittore vicentino Gian Giorgio Trissino (di passaggio a Firenze nel 1516 e che agli Orti rappresentò la sua tragedia Sofonisba), e il pupillo di questi, cioè lo stesso Giovanni Rucellai (che sempre qui rappresentò la sua tragedia Rosmunda), oltre che lo stesso Diaccetto. Alamanni in quel tempo praticava ancora l'arte della lana ma studiava anche greco e latino, leggeva agli Orti i primi componimenti e copiava antiche chiose in margine a una delle stampe fiorentine del 1488 di Omero oggi conservata a Eton.
Nemico giurato del cardinale Giulio de' Medici (futuro papa Clemente VII), che all'epoca era governatore di Firenze, nel 1522 Alamanni prese parte a una congiura per ucciderlo assieme a Buondelmonti e a Jacopo da Diacceto. Scoperta la congiura, mentre ai due affiliati venne tagliata la testa, Alamanni fuggì a Venezia e poi in Francia dove entrò nelle grazie del re Francesco I e di sua sorella, la dotta Margherita. Tornò a Firenze dopo cinque anni, con la nuova cacciata dei Medici nel 1527, e prese parte al governo cittadino, con incarichi diplomatici svolti a Genova e in Francia.

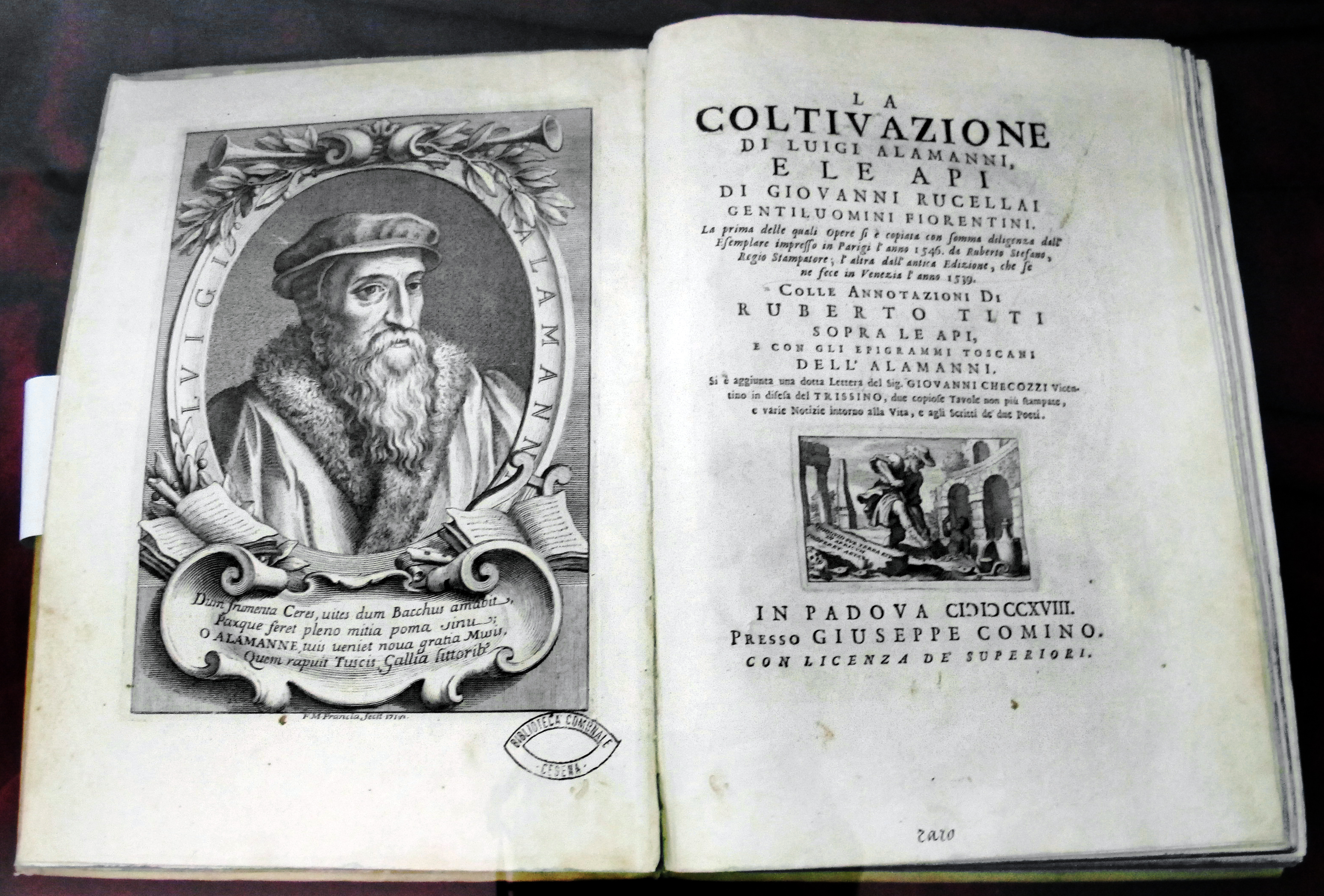
Edizione del 1718 della Coltivazione, con ritratto di Alamanni, (Biblioteca Malatestiana di Cesena)

Al ritorno dei Medici nel 1530, tuttavia, migrò una volta per tutte in Francia, dove compose la maggior parte delle sue opere e dove visse fino alla morte, segnando per primo una strada che, quasi cento anni dopo, verrà ripercorsa da Giovan Battista Marino. Qui pubblicherà quasi tutte le sue opere poetiche, comprese le famose Opere toscane (1532, Lione).
Fu in contatto con altri fiorentini fuorusciti o espatriati, come Benvenuto Cellini: la moglie del poeta, Maddalena Buonaiuti, fu madrina al battesimo di Costanza, figlia di Cellini. Nel 1539 ebbe modo di fare un viaggio in Italia al seguito del cardinale Ippolito d'Este ed entrò in contatto con Sperone Speroni, Benedetto Varchi, Vittoria Colonna, Pietro Bembo, Daniele Barbaro. Fu ambasciatore presso Carlo V dopo la pace di Crepy nel 1544.
Dopo la morte di Francesco I, Alamanni ottenne la fiducia del successore Enrico II e di sua madre Caterina de' Medici, che nel 1551 lo fece ambasciatore francese a Genova. Fu anche ambasciatore nel 1553 in Inghilterra in occasione dell'elezione di Maria Tudor.
Morì di dissenteria ad Amboise, dove era la corte allora, nel 1556.

## Le opere
Alamanni è stato considerato per alcuni secoli uno dei maggiori poeti italiani, come prova il numero delle edizioni, che si avvicina a quello dei massimi esponenti della poesia italiana. Tuttavia le storie della letteratura del ventesimo e del ventunesimo secolo non gli assegnano il ruolo che mostrarono di riconoscergli, con il numero delle ristampe, gli editori italiani tra il Seicento e l'Ottocento.
La produzione di Alamanni è abbastanza vasta e comprende generi diversi: essi hanno il loro comune denominatore nel palese gusto classico che le anima, gusto che spesso è orientato più ai modelli greci che ai modelli latini e che presuppone necessariamente il clima culturale degli Orti Oricellari. In particolare, rilevante fu la lezione di Gian Giorgio Trissino, l'illustre poeta e grecista vicentino che, di passaggio a Firenze nel 1513-16, rappresentò agli Orti, alla presenza anche del Papa Leone X, la sua tragedia Sofonisba, la prima tragedia regolare moderna (cioè costruita secondo i modelli classici). Più vastamente la poesia di Alamanni, impregnata di classicismo ed aperta allo sperimentalismo metrico di ispirazione antica, si accosta ad analoghi tentativi poetici di gusto classicizzante che in quegli stessi anni contraddistinguono la poesia, oltre che del Trissino, di Bernardo Tasso, Antonio Brocardo, Pierre de Ronsard, La Pléiade, e poi Sperone Speroni, via via fino a Gabriello Chiabrera.
Riportiamo sotto le varie opere in ordine di composizione (se nota), altrimenti di stampa:
- 14 Ecloghe in endecasillabi sciolti, composte nel 1519 ed imitate da Teocrito;
- la tragedia Antigone, traduzione in endecasillabi e settenari dell'omonima opera di Sofocle, iniziata nel 1520 e stampata nel 1527 a Firenze; venne ispirata dalla Sofonisba del Trissino e dalla Rosmunda di Giovanni di Bernardo Rucellai, entrambe rappresentate agli Orti Oricellari nel 1516;
- 30 Elegie del 1522-1525, in terzine, divise in 4 libri, ispirate a Properzio, Tibullo, Callimaco e Fileta;
- 12 Satire del 1524-1527, in terzine;
- una orazione ai Fiorentini, stampata a Firenze nel 1529;
- vari Salmi penitenziali in terzine;
- tre poemetti, anteriori al 1532, di ispirazione ovidiana e alessandrina, simili a quelli coevi di Bernardo Tasso: la Favola di Narciso in ottave, il Diluvio romano e la Favola di Atlante in sciolti;
- molti testi sono raccolti nei famosi due volumi delle Opere toscane, stampate a Lione nel 1532 e dedicate a Francesco I di Francia: 17 Selve in endecasillabi sciolti divise in 3 libri e composte nel 1527-1528, di imitazione staziana; le stanze; moltissimi sonetti; 8 inni ad imitazione di Pindaro in settenari fittamente rimati; il poemetto in sciolti la Favola di Fetonte, sempre di ispirazione ovidiana, e ancora l'Antigone;
- le Coltivazioni, dedicate sempre a Francesco I di Francia, iniziate nel 1530 e pubblicate a Parigi nel 1546, un poemetto di endecasillabi sciolti diviso in VI parti, ispirato alle Georgiche virgiliane e alle Api di Giovanni di Bernardo Rucellai. Le coltivazioni ebbero un grandissimo successo: esse sono il primo dei poemi sulle colture agrarie che si moltiplicheranno soprattutto nel Settecento (si ricordi almeno la Coltivazione del riso dello Spolverini), ma nessuno di essi unirà, come l'opera del fiorentino, armonia di versi e penetrazione delle tecniche e procedure in uso nelle campagne del suo tempo;
- 122 Epigrammi in endecasillabi rimati, sul modello dell'Antologia Palatina, dedicati alla figlia di Francesco I, composti nel 1546 ma pubblicati postumi nel 1587 a Parigi;
- il romanzo in ottave Girone il Cortese, stampato a Parigi nel 1548, una lunga traduzione di quasi 30 000 versi dell'omonimo romanzo francese in prosa; fu dedicato a Enrico II di Francia;
- il poema epico Avarchide composto dal 1550 ma pubblicato postumo a Firenze nel 1570, che tratta dell'assedio di Bruges (in latino Avaricum) ed è composto a imitazione dell'Iliade omerica e del francese Lancelot du Lac. Nel poema si immagina che nel 500 d.C. vi sia un conflitto tra i Celti cristiani e i Germani pagani;
- la commedia Flora, in versi sdruccioli di sedici sillabe, stampata a Firenze nel 1556 e rappresentata al Carnevale di Fontainebleau di quell'anno, che attinge all'Andria e al Phormio di Terenzio;
- una novella di gusto boccacciano appartenente alla primissima produzione fu pubblicata per la prima volta in Notizia de' novellieri italiani posseduti dal conte A. M. Borromeo, con alcune novelle inedite, Bassano 1794;
- la traduzione dell'Epitalamio di Teti e Peleo di Catullo, anche esso appartenente alla primissima produzione, fu pubblicata da A. Tambellini per le nozze Bonini-Gobbi, Rimini, 1888;
- le opere tutte si rileggono in Versi e prose di Luigi Alamanni, a cura di Pietro Raffaelli, 2 voll. (Firenze 1859).

La poetessa Isabella di Morra dedicò ad Alamanni un sonetto dal titolo Non sol il ciel vi fu largo e cortese.
Alamanni era molto stimato da Giuseppe Parini che nel suo poemetto Il giorno ricorda le Coltivazioni: "i campi / all'orecchio del re cantati furo / lungo il fonte gentil de le bell'acque" (Mattino I, 197-199).

## Discendenti
Già a Firenze Luigi si era sposato con Alessandra Serristori, che però non lo seguì in Francia. Da essa ebbe tra gli altri Giovanni Battista, vescovo di Bazas e di Mâcon, e Niccolò, comandante nell'esercito francese e schierato a fianco di Piero Strozzi nella difesa di Siena contro Cosimo I.
Deceduta Alessandra nel 1542, era nel frattempo stata sostituita alla corte parigina con una bella amante, Batina Larcara, vedova di Ottobone Spinola che era tesoriere per il re di Provenza. Essa compare nelle sue opere con lo pseudonimo di Ligura Planta, a sottolineare le sue origini genovesi.
Divenuto vedovo, Luigi si risposò con la ventenne Elena Bonaiuti, dama fiorentina del seguito di Caterina de' Medici. Le nozze vennero celebrate a corte nel 1543.